# Датун (Дацин)
Дату́н (кит. упр. 大同, пиньинь Dàtóng) — район городского подчинения городского округа Дацин провинции Хэйлунцзян (КНР). Один из индустриальных районов Дацина. Назван по посёлку Датун (大同镇).

## История
Впервые район Датун (в составе уезда Чжаочжоу) был создан в 1955 году, но уже в 1956 году был ликвидирован, а вошедшие в него посёлки и волости вернулись в подчинение уезду.
В 1959 году был создан район Дацин (大庆区) уезда Чжаочжоу. В 1960 году он был переведён в подчинение городу Аньда, а в 1964 году переименован в район Датун. В 1965 году в связи с ликвидацией особого района Аньда и восстановлением уезда Аньда район Датун также был ликвидирован, а входившие в него посёлки и волости перешли в подчинение уезду.
В июле 1979 года район Датун был восстановлен в составе городского округа Аньда, в декабре того же года переименованного в городской округ Дацин.

## Административное деление
Район Датун делится на 6 уличных комитетов, 4 посёлка и 4 волости.
| №  | Название      | Название (кит.)  | Статус          | Население чел. (2010) | На карте                         |
| -- | ------------- | ---------------- | --------------- | --------------------- | -------------------------------- |
| 1  | Датун         | 大同镇           | поселок         | 30372                 | 46°02′03″ с. ш. 124°48′54″ в. д. |
| 2  | Бацзинцзы     | 八井子乡         | волость         | 25218                 | 46°01′21″ с. ш. 124°43′51″ в. д. |
| 3  | Гаотайцзы     | 高台子镇         | поселок         | 24830                 | 46°08′03″ с. ш. 124°47′48″ в. д. |
| 4  | Чжусань       | 祝三乡           | волость         | 23054                 | 45°55′33″ с. ш. 125°00′45″ в. д. |
| 5  | Датунчжэнь    | 大同镇街道办事处 | уличный комитет | 19332                 | 46°34′40″ с. ш. 125°06′53″ в. д. |
| 6  | Лаошаньтоу    | 老山头乡         | волость         | 17406                 | 45°55′21″ с. ш. 124°39′59″ в. д. |
| 7  | Линьюаньчжэнь | 林源镇街道办事处 | уличный комитет | 15743                 | 46°34′40″ с. ш. 125°06′53″ в. д. |
| 8  | Линьюань      | 林源镇           | поселок         | 15672                 | 46°18′38″ с. ш. 124°42′40″ в. д. |
| 9  | Шуанъюйшу     | 双榆树乡         | волость         | 14368                 | 46°08′34″ с. ш. 124°36′53″ в. д. |
| 10 | Тайяншэн      | 太阳升镇         | поселок         | 12465                 | 45°56′10″ с. ш. 124°34′59″ в. д. |
| 11 | Цинпу         | 庆葡街道办事处   | уличный комитет | 10470                 | 46°34′40″ с. ш. 125°06′53″ в. д. |
| 12 | Гаопин        | 高平街道         | уличный комитет | 9261                  | 46°34′40″ с. ш. 125°06′53″ в. д. |
| 13 | Синьхуа       | 新华街道办事处   | уличный комитет | 4881                  | 46°34′40″ с. ш. 125°06′53″ в. д. |
| 14 | Личжи         | 立志街道办事处   | уличный комитет | 1447                  | 46°34′40″ с. ш. 125°06′53″ в. д. |

## Соседние административные единицы
Район Датун граничит со следующими административными единицами:
- Районы Жанхулу и Хунган (на севере)
- Дурбэд-Монгольский автономный уезд (на северо-западе)
- Уезд Чжаоюань (на юге)
- Уезд Чжаочжоу (на юго-востоке)
- Городской округ Суйхуа (на северо-востоке)